# St. Marien und St. Nikolaus (Brincke)

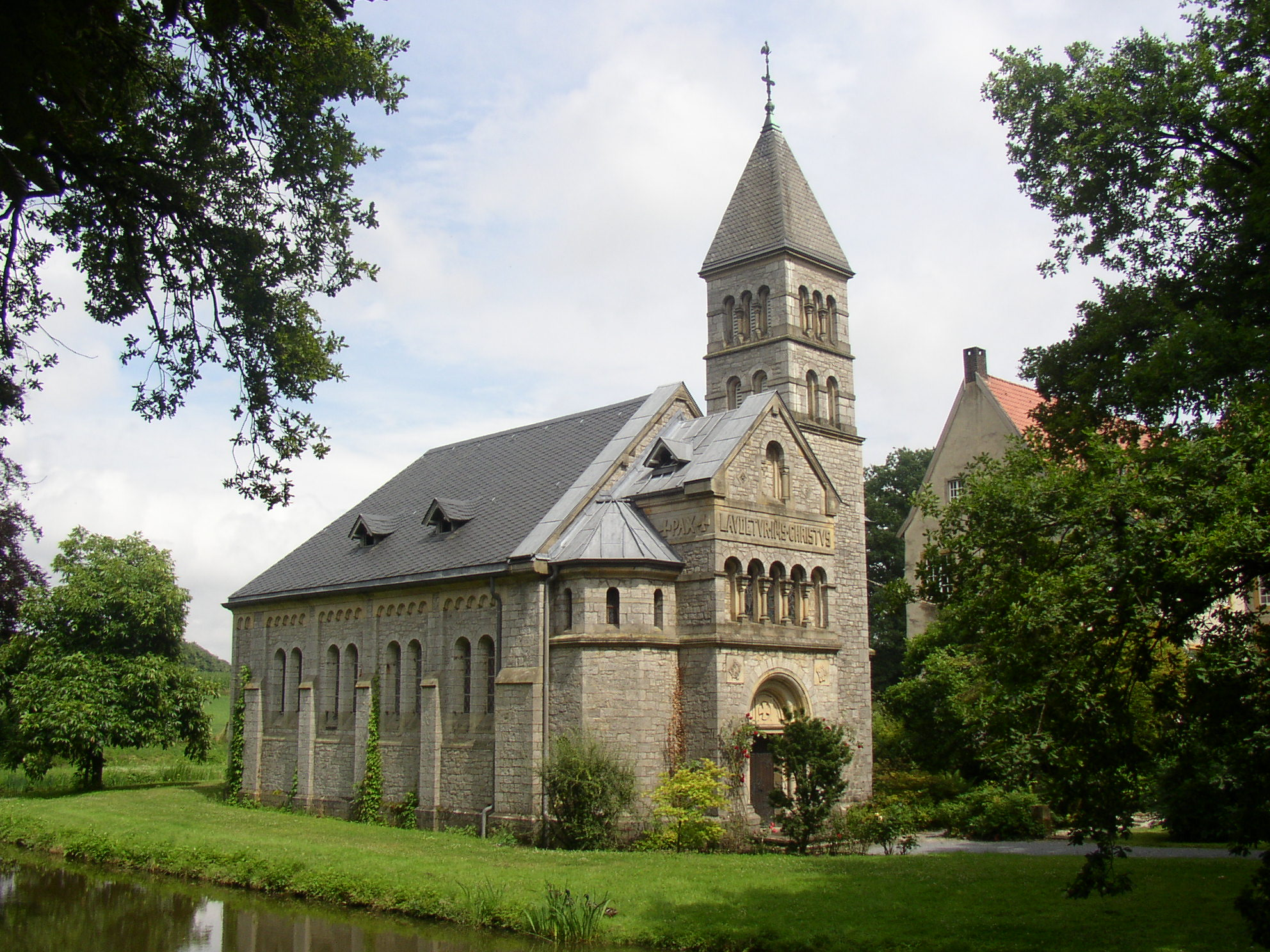
Die Kapelle von Schloss Brincke in Borgholzhausen

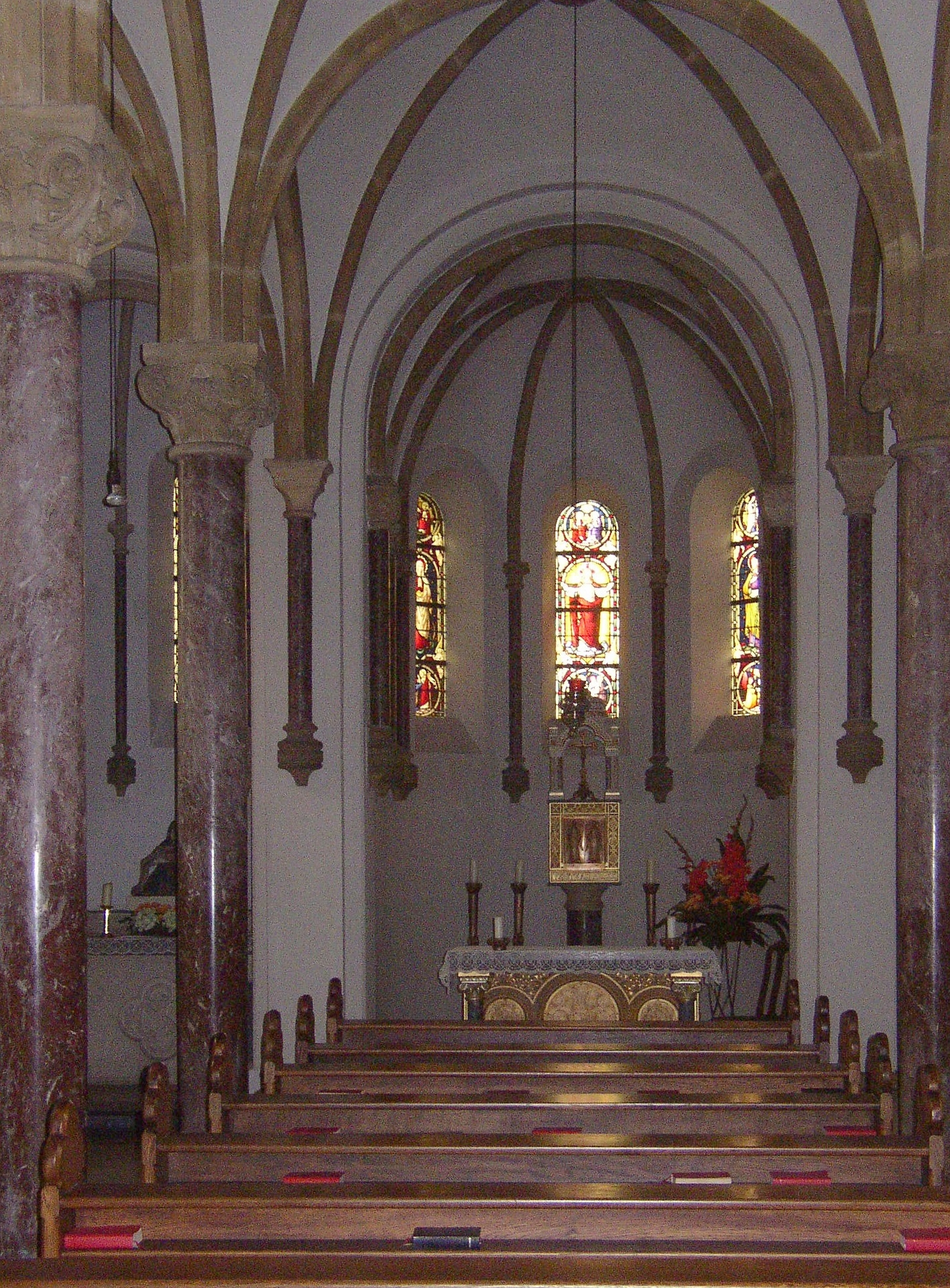
Innenansicht der Kapelle

Die Kapelle St. Marien und St. Nikolaus gehört zum Schloss Brincke im Borgholzhausener Ortsteil Barnhausen im ostwestfälischen Kreis Gütersloh. Die Kapelle gehört zum Pastoralverbund Stockkämpen im Dekanat Rietberg-Wiedenbrück des Erzbistums Paderborn. Die Kapelle wurde in den Jahren 1897 bis 1898 im neuromanischen Baustil errichtet und dient heute als Pfarrkirche mit eigener Gemeinde.